# Piazza dell'Università
Piazza dell'Università si trova a Catania, lungo la via Etnea, a meno di cento metri da piazza Duomo, ed è una delle piazze più scenografiche del centro storico catanese.

## Storia

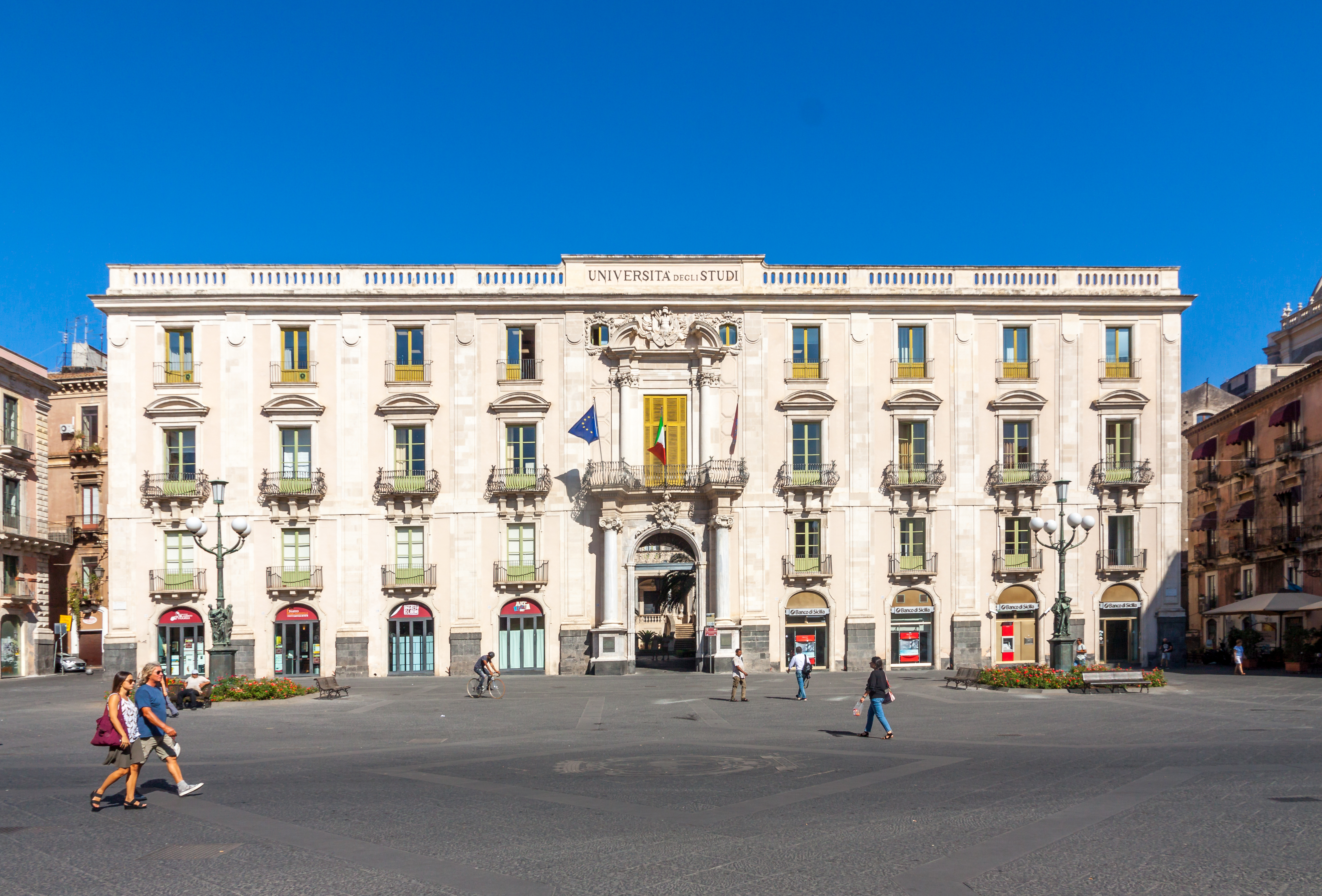
Il Palazzo San Giuliano.

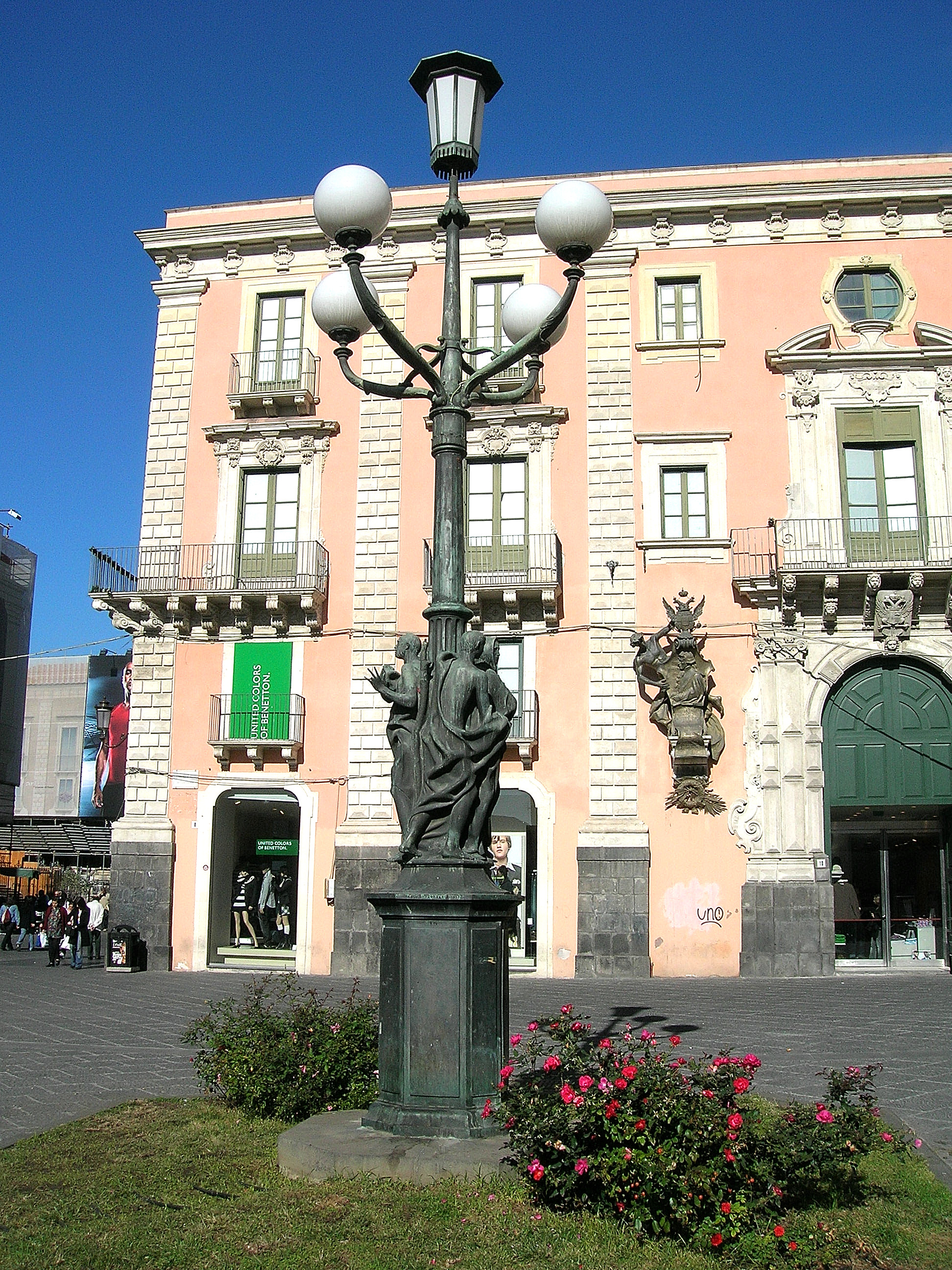
Angolo del Palazzo Gioeni, con il candelabro della storia di Anfinomo e Anapia.

La sua esistenza risale almeno al 1696 quando, sul lato ovest, venne edificato il palazzo dell'Università dopo le distruzioni causate dall'evento sismico del 1693. Il palazzo venne edificato su progetto di diversi architetti fra i quali Francesco e Antonino Battaglia e Giovanni Battista Vaccarini.

Sul lato est, di fronte al palazzo dell'Università, si trova il palazzo San Giuliano costruito nel 1738, per i Paternò Castello marchesi di San Giuliano, su progetto dell'architetto Giovan Battista Vaccarini.
A sud della piazza sono situati il lato posteriore di palazzo degli Elefanti, sede del municipio, e palazzo Cilestri risalente alla seconda metà del Settecento.

Il lato nord, che conclude la piazza, ospita il palazzo Gioeni d'Angiò, coevo dei precedenti a nord-est e il palazzo La Piana a nord-ovest.
Nella piazza sono presenti quattro candelabri artistici in bronzo, realizzati nel 1957 dagli scultori catanesi Mimì Maria Lazzaro e Domenico Tudisco, su progetto dell'architetto Vincenzo Corsaro, rappresentanti quattro antiche leggende catanesi: Gammazita, i fratelli Pii Anapia e Anfinomo, il Paladino Uzeda e Colapesce.